# Naso lituratus
Naso lituratus là một loài cá biển thuộc chi Naso trong họ Cá đuôi gai. Loài cá này được mô tả lần đầu tiên vào năm 1801.

## Từ nguyên
Tính từ định danh của loài cá này, lituratus, trong tiếng Latinh có nghĩa là "bị xóa đi, bị làm mờ", không rõ hàm ý điều gì, có lẽ ám chỉ các dải sọc mờ nhạt ở hai bên thân.

## Phạm vi phân bố và môi trường sống
N. lituratus có phạm vi phân bố rộng rãi ở Tây và Trung Thái Bình Dương, thưa thớt ở Đông Nam Ấn Độ Dương. Loài cá này được tìm thấy ở hầu hết vùng biển các nước Đông Nam Á, băng qua Papua New Guinea và trải rộng đến hầu hết các đảo quốc thuộc châu Đại Dương (giới hạn đến Polynesia thuộc Pháp và quần đảo Pitcairn ở phía đông); về phía bắc đến đảo Honshu, Nhật Bản và quần đảo Hawaii; về phía nam tới rạn san hô Ningaloo và rạn san hô Great Barrier (Úc), New Caledonia và đảo Phục Sinh. N. lituratus cũng được ghi nhận ở ngoài khơi bang Tây Úc, đảo Giáng Sinh và quần đảo Cocos (Keeling) (Úc).
N. lituratus sống gần những rạn san hô và đá ngầm ở độ sâu khoảng 90 m trở lại.

### Loài du nhập
Tuy là loài bản địa của Thái Bình Dương, N. lituratus đã được nhìn thấy ở vùng biển Đại Tây Dương thuộc Hoa Kỳ. N. lituratus đã được quan sát ở ngoài khơi Boca Raton, Florida vào năm 2000 và 2001; năm 2018, một cá thể N. lituratus đã được phát hiện ở rạn san hô Molasses thuộc Khu bảo tồn biển Quốc gia Florida Keys. Ở ngoài khơi bang Georgia, N. lituratus được phát hiện tại Khu bảo tồn biển Quốc gia Grey's Reef vào năm 2006.

## Mô tả

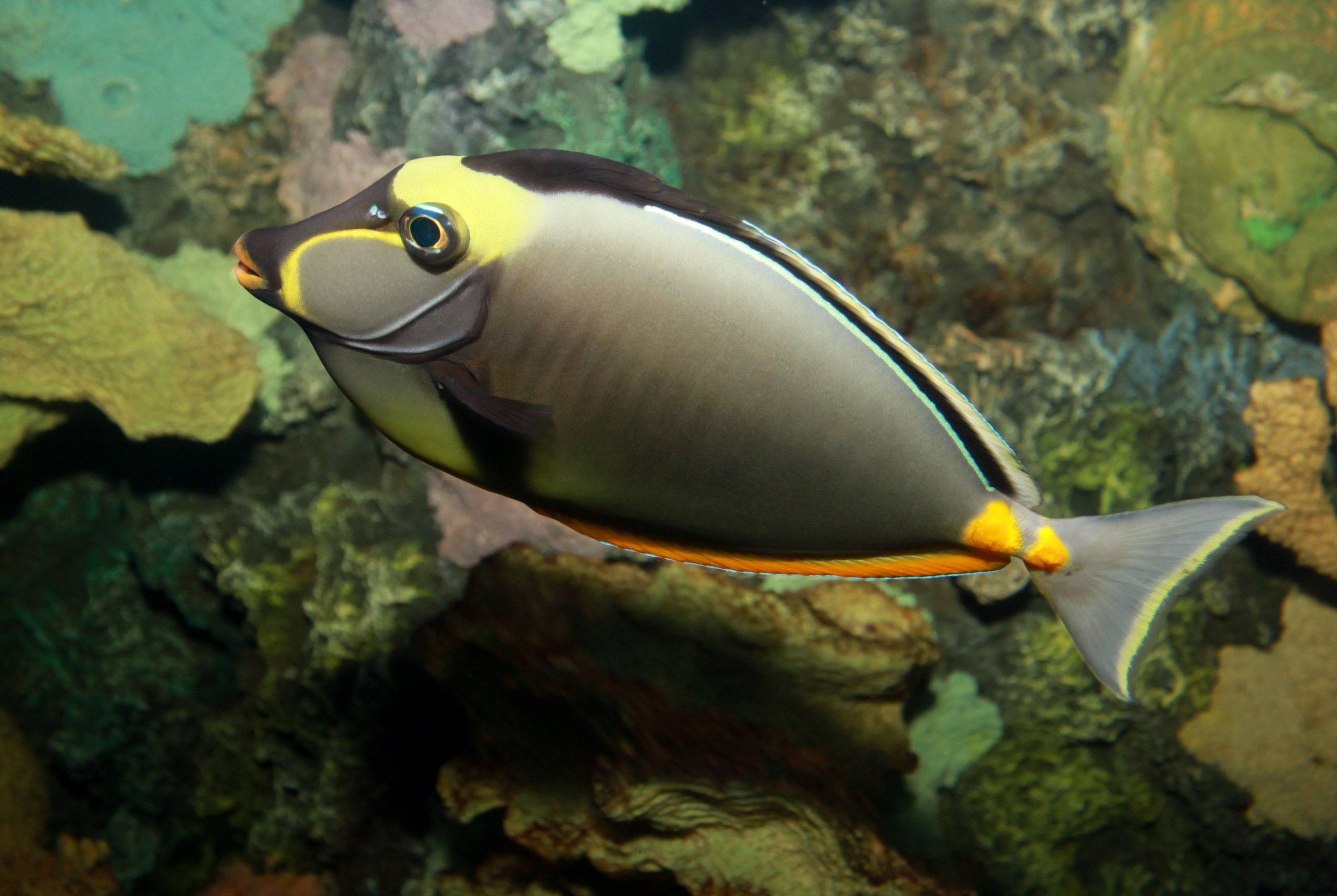
Một cá thể N. lituratus

Chiều dài cơ thể tối đa được ghi nhận ở N. lituratus là 46 cm. Cơ thể hình bầu dục thuôn dài, có màu nâu xám; ngực và bụng ánh màu vàng nhạt. Khi dừng chân ở các "trạm vệ sinh" (nơi mà các loài tôm cá nhỏ hơn thường tụ tập để ăn những ký sinh bám trên cơ thể các loài cá lớn hơn), N. lituratus có thể đổi màu cơ thể sang màu lam xám nhạt. Trong lúc thực hiện màn tán tỉnh, cá đực nhanh chóng xuất hiện một vùng màu trắng xanh ở gáy và phần thân trước, cũng như một số dải sọc cùng màu ở hai bên thân.
N. lituratus không có sừng trước trán như một số loài Naso khác. Cuống đuôi màu trắng với 2 phiến xương nhọn màu cam chĩa ra ở mỗi bên, tạo thành ngạnh rất sắc; vùng da xung quanh các ngạnh này cũng có màu cam sáng.
Mặt của N. lituratus được "trang điểm" với một vùng màu vàng ở trên đỉnh đầu và sau mắt, thu hẹp thành một đường sọc cong xuống môi; môi màu vàng cam; vũng mõm màu đen. Vùng trên môi ngược lên giữa 2 mắt có màu sẫm hơn thân. Vây lưng và vây hậu môn có viền xanh ánh kim ở rìa. Vây hậu môn và vây bụng màu cam.
Đuôi màu trắng nhạt, có viền đen; các tia vây đuôi ở rìa trên và dưới kéo dài tạo thành hai thùy đuôi dài màu đen ở cá đực trưởng thành.
Vây lưng của N. lituratus gần như màu đen hoàn toàn, với một dải trắng hẹp ở sát rìa vây. Đây là đặc điểm phân biệt giữa N. lituratus và Naso elegans, một loài chị em rất giống với N. lituratus từ màu sắc cho tới hình dáng cơ thể (ngoại trừ vây lưng của N. elegans có màu vàng cam).
Số gai ở vây lưng: 6; Số tia vây ở vây lưng: 26 - 29; Số gai ở vây hậu môn: 2; Số tia vây ở vây hậu môn: 27 - 30; Số tia vây ở vây ngực: 17; Số gai ở vây bụng: 1; Số tia vây ở vây bụng: 3.

## Sinh thái
Chi Naso bao gồm những loài có tuổi thọ tương đối cao (các mẫu vật được công bố ước tính có tuổi đời trên 30 năm). Ở N. lituratus, chiều dài trưởng thành tình dục ước tính đối với cá đực là 18 cm, còn cá cái là 15 cm.
N. lituratus ăn tảo nâu của các loài như Sargassum, Dictyota và Gracilaria. Cá trưởng thành sống thành những nhóm nhỏ, cũng có thể sống đơn độc. Cá con sống thành những nhóm nhỏ ở vùng nước nông, đôi khi lẫn vào đàn của những loài cá đuôi gai khác có kích thước tương đồng.